# Tonocotés
Les Tonocotés (Tonokotés ou Zuritas) sont un peuple autochtone habitant les provinces de Santiago del Estero et de Tucumán, en Argentine.

## Histoire
Leur dieu principal était Cacanchic, qui avait des caractéristiques bonnes et mauvaises et qui était le protecteur des récoltes.
De leur langue d'origine, seuls deux mots ont été conservés avec certitude : Gasta et Gualamba, qui signifieraient respectivement « village » et « grand ». Cette langue a été étudiée par le jésuite Alonso de Bárzana, mais aucun écrit n'est parvenu. Il existe un dictionnaire des langues lule et tonocoté écrit par le jésuite Antonio Machoni de Cerdeña en 1732.
Les Tonocotés actuels, connus sous le nom de Zuritas, sont en partie des descendants métis des anciens Tonocotés et parlent un dialecte qui leur est propre, dérivé du quichua de Santiago. Ils sont répartis dans des communautés rurales d'environ 6 000 habitants dans les départements de San Martín, Figueroa et Avellaneda.

## Démographie
Depuis 1995, l'Institut national des affaires indigènes (INAI, Instituto Nacional de Asuntos Indígenas) commence à reconnaître le statut juridique des communautés indigènes d'Argentine en les inscrivant au Registre national des communautés indigènes (Renaci), dont 27 communautés tonocotés de la province de Santiago del Estero et une communauté qui conserve le nom de Zurita.
L'enquête complémentaire sur les peuples autochtones (ECPI) de 2004-2005, qui complète le recensement national de la population, des maisons et des logements de 2001 en Argentine, révèle que 4 779 personnes en Argentine étaient reconnues comme étant des Tonocoté et/ou descendaient de la première génération de ce peuple. Le recensement national de la population de 2010 en Argentine révèle que 4 853 personnes s'identifiaient comme Tonocoté dans tout le pays, dont 3 636 dans la province de Santiago del Estero,.